# Xiaoguan (socken i Kina, Guizhou)
Xiaoguan (kinesiska: 小关, 小关乡) är en socken i Kina. Den ligger i provinsen Guizhou, i den sydvästra delen av landet, omkring 160 kilometer nordost om provinshuvudstaden Guiyang. Antalet invånare är 13495. Befolkningen består av 6 548 kvinnor och 6 947 män. Barn under 15 år utgör 25,0 %, vuxna 15-64 år 64 %, och äldre över 65 år 9,0 %.